# Marin Bunić
Marin Bunić (Dubrovnik, 1479. - 1482.:str. 73. – Dubrovnik, 1540.), hrvatski pjesnik latinist iz dubrovačke plemićke obitelji Bunića. Sin Nikole Županova i unuk hrvatskog graditelja, admirala, suca i kneza Županov po kojemu je dobio nadimak Županović. Djela mu nisu sačuvana, ali se o njemu zna iz dokumenta koji ga povezuju s povjesničarom Ludovikom Crijevićem i latinistom Ilijom Crijevićem. U Ilijinom djelu sačuvan je jedini spomen na Marinovo pjesništvo. Oba su navedena Crijevića cijenila Marina i od njega zatražila prosudbu njihovih djela. O Marinovu ugledu svjedoči i povjerenje koje mu je ukazano kao skrbniku i oporučnom izvršitelju mlađe kćeri pjesnika Crijevića, Marije.:str. 80. U Mlecima je bio cijenjen trgovac.:str. 74. Službovao je u Stonu.:str. 74. Godine 1532. sastavio je oporuku u kojoj sve svoje imanje ostavlja vanbračnoj djeci pa se čini da se nije ženio.:str. 72.